# ووینکورت
ووینکورت (به فرانسوی: Vavincourt) یک کامین در فرانسه است که در Canton of Vavincourt واقع شده‌است.

## خصوصیات
ووینکورت ۱۵٫۹۳ کیلومترمربع مساحت و ۴۲۱ نفر جمعیت دارد و ۲۵۲ متر بالاتر از سطح دریا واقع شده‌است.